# 한익모 선생 묘
한익모 선생 묘는 대한민국 경기도 의왕시 월암동에 있는 조선 시대 관료 한익모의 묘이다. 1989년 1월 1일 의왕시의 향토유적 제1호로 지정되었다.

## 개요
한익모의 묘역은 봉분을 중심으로 전면 가운데에 상석, 향로석, 묘비가 있고 한 단 아래 좌우에는 망주석이 서있다. 묘비는 대리석의 기단석 위에 꼭대기에 연꽃 봉오리를 조각한 옥개석을 얹어 놓았다. 4면 모두가 글씨를 새기고 있는데 전면에 「有明朝鮮大匡 輔國崇錄大夫議政府領議政兼領經·弘文館藝文館春秋館觀象監査 世孫師 增益文肅韓公翼暮 之墓 貞敬夫人 杞溪兪氏·右」라고 기록하고 있어 貞敬夫人 杞溪兪氏와 합장임을 알 수 있다.

## 참고 자료
- 한익모 선생 묘 -  이 문서에는 의왕시청에서 공공누리 제1유형으로 배포된 자료를 바탕으로 한 내용이 포함되어 있습니다.